# Полен, Матьё
Матьё Ламбер Полен (23 января 1808, Льеж — 4 апреля 1872, там же) — бельгийский историк-архивист.
Окончил Льежский колледж, поступил на философский факультет Льежского университета, но в 1826 году перешёл в университет Гана. В 19-летнем возрасте представил на сцене местного театра одноактный водевиль своего авторства, но драматургом не стал, предпочтя место профессора в торговой школе Льежа. После Бельгийской революции первые годы работал в провинциальной администрации. 15 февраля 1833 года приступил к работе в государственных архивах Льежа (общественном и провинциальном), с 16 января 1835 года был директором архивов, с 10 октября 1857 года был административным инспектором и профессором Льежского университета.
В сборниках королевской исторической комиссии опубликовал множество неизданных исторических документов, извлечённых им из архивов, главным образом связанных с историей бывшего льежского княжества. С 19 января 1846 года был членом-корреспондентом и с 7 мая 1849 года — действительным членом Бельгийской королевской академии наук.
Главные работы: «Récits historiques sur l’ancien Pays de Liège et Histoire du Pays de Liège» (Брюссель, 1837), «Henri de Dinant, histoire de la révolution communale de Liège au XII siècle» (Льеж, 1843) и «Histoire de l’ancien pays de Liège» (там же, 1844—1847, 2 тома), «Les Vrayes Chroniques de messire Jean le Bel» (Брюссель, 2 тома), «Recueil des ordonnances de la principauté de Liège» (там же, 1855—1872, 2 тома).